# Amt Scharmützelsee
Amt Scharmützelsee – Związek Gmin w Niemczech, leżący w kraju związkowym Brandenburgia, w powiecie Oder-Spree. Siedziba związku znajduje się w miejscowości Bad Saarow.
W skład związku wchodzi pięć gmin:
1. Bad Saarow
2. Diensdorf-Radlow
3. Langewahl
4. Reichenwalde
5. Wendisch Rietz